# City Hunter Special: Servizi segreti
City Hunter Special: Servizi segreti (シティーハンタースペシャル ザ・シークレット・サービス?, City Hunter: The Secret Service) è uno special TV, tratto dalla serie televisiva City Hunter. Lo special è stato trasmesso in Giappone il 5 gennaio 1996 su Yomiuri TV, mentre è stato pubblicato in Italia in VHS e DVD dalla Yamato Video, e trasmesso su MTV Italia nel 2004 e su Italia 2 il 7 ottobre 2020, per la prima volta in versione rimasterizzata.

## Trama
In Giappone arriva James McGiver, candidato democratico per le elezioni in una piccola nazione sudamericana da anni piegata sotto una dittatura militare, che lui stesso ha combattuto per anni come guerrigliero.
Poco dopo il suo arrivo, però, scopre che la figlia Anna, ignorando chi lui sia, è stata assegnata alla sua scorta come sottoposto di Saeko, e avendo saputo anche che qualcuno attenta alla sua vita incarica Ryo Saeba e Kaori di proteggerla.
La minaccia proviene da Gonzales, un ex compagno di McGiver diventato un boss del narcotraffico, il quale minacciando Anna spera di farsi rivelare da James l'ubicazione di una miniera di diamanti che il candidato aveva scoperto per caso anni addietro e che potrebbe rappresentare la speranza del suo Paese.

## Curiosità
- Durante lo special, nella scena in cui cercano di sparare a Ryo in un cimitero, si vede una lapide in cui è inciso il nome del regista, Kenji Kodama, con anno di nascita 1939 e anno di morte 1995.

## Colonna sonora
Sigla di apertura
- Otherwise cantata da KONTA

Sigla di chiusura
- Woman cantata da Ann Louis